# Gennadi Andrejewitsch Sjuganow

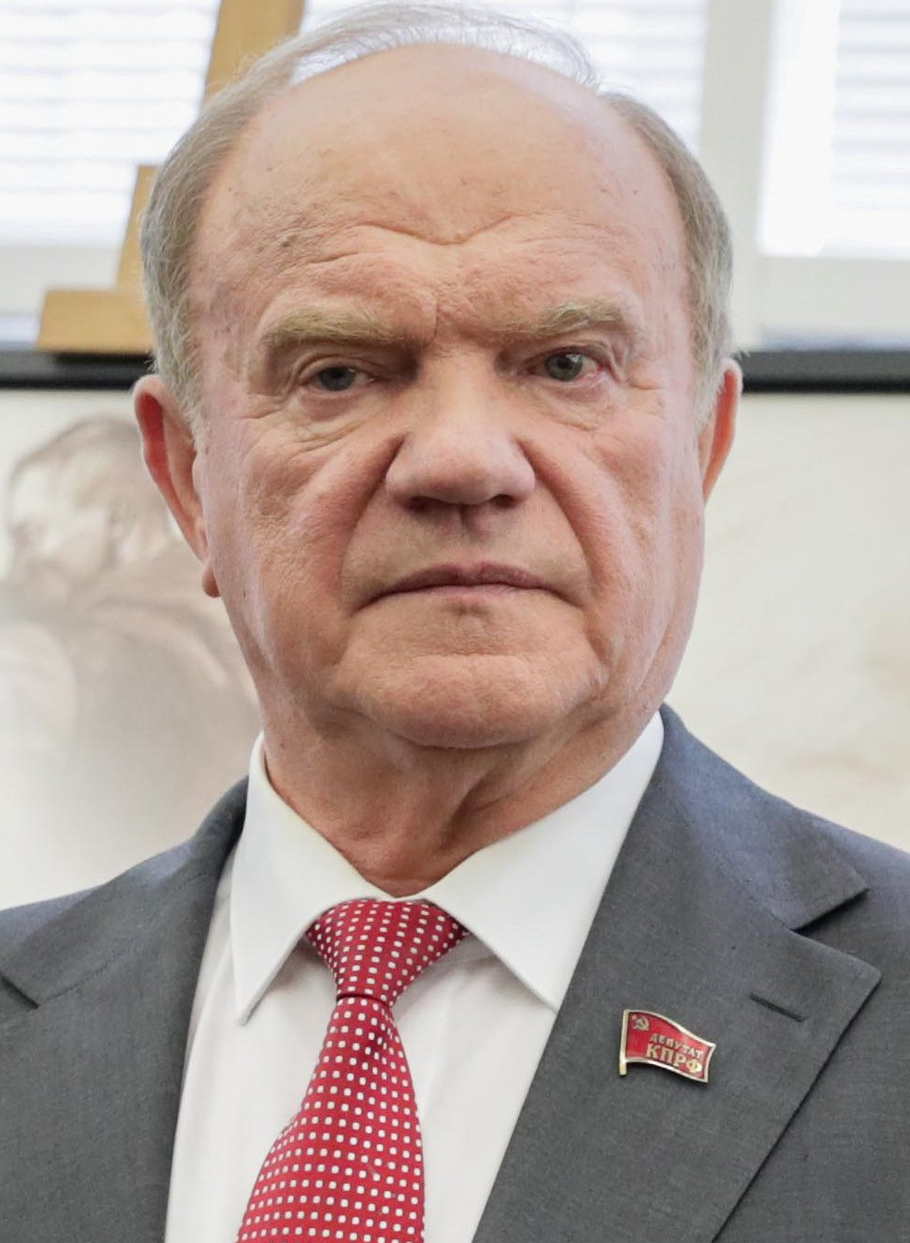
Gennadi Sjuganow (2022)

Gennadi Andrejewitsch Sjuganow (russisch Геннадий Андреевич Зюганов Gennadij Andrejevič Zjuganov; * 26. Juni 1944 in Mymrino, Oblast Orjol) ist ein russischer Politiker und seit dem 14. Februar 1993 Vorsitzender des Zentralkomitees der Kommunistischen Partei der Russischen Föderation (KPRF).

## Laufbahn
Nach Abschluss der Schule 1961 arbeitete er zunächst ein Jahr als Lehrer, bevor er sich 1962 an der Staatlichen Universität Orjol einschrieb und dort Mathematik und Physik studierte. Von 1963 bis 1966 leistete er seinen Militärdienst bei der Gruppe der Sowjetischen Streitkräfte in Deutschland ab, verließ die Armee im Range eines Reserve-Oberst der chemischen Kampftruppen und schloss das wiederaufgenommene Studium 1969 mit Auszeichnung ab. 1966 trat er in die KPdSU ein und war seit 1967 als Funktionär im Komsomol tätig. 1972 wurde Sjuganow Erster Sekretär des Oblastkomitees Orjol des Komsomol, von 1974 bis 1983 war er Zweiter Sekretär des Stadtparteikomitees von Orjol sowie Sekretär des Kreiskomitees der KPdSU im Kreis Orjol. Gleichzeitig war er Abgeordneter des Stadtsowjets von Orjol (1973–1977) sowie des Orjoler Oblastsowjets (1980–1983). Ab 1983 arbeitete er in der Abteilung für Agitation und Propaganda des Zentralkomitees der KPdSU, 1989 wurde er stellvertretender Leiter der ZK-Abteilung für ideologische Fragen, wie die Abteilung für Agitation und Propaganda ab 1988 hieß.

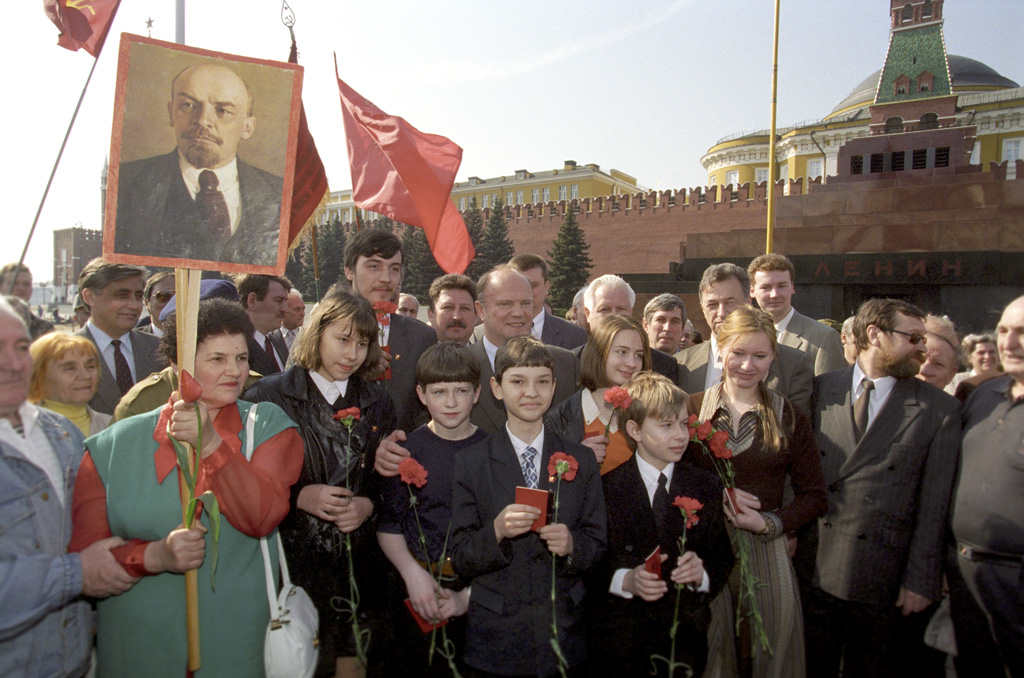
Gennadi Sjuganow auf einer Kundgebung anlässlich des 130. Geburtstages von Lenin auf dem Roten Platz (22. April 2000)

Nach der Auflösung der KPdSU war Sjuganow 1993 einer der Gründer der neuen Kommunistischen Partei der Russischen Föderation (KPdRF) und ist seit dem 14. Februar 1993 Vorsitzender von deren Zentralkomitee. Ebenfalls seit 1993 ist er Mitglied der Duma, bei den Präsidentschaftswahlen 1996 und 2000 kandidierte er als Kandidat der KPRF. 1996 erreichte er im ersten Wahlgang 32,0 % und im zweiten Wahlgang 40,3 %, 2000 im ersten Wahlgang 29,2 % (bei dieser Wahl wurde Wladimir Putin bereits im ersten Wahlgang gewählt). 2008 und 2012 kandidierte er erneut für das Amt des Präsidenten, blieb jedoch beide Male chancenlos (18,5 % 2008 und 17,7 % 2012).

## Politische Positionen und Kontroversen
1991 gehörte Sjuganow zu den Unterzeichnern des offenen Briefes mit dem Titel Ein Wort an das Volk.
Anlässlich des 80. Geburtstags des reformorientierten Michail Gorbatschow bezeichnete Sjuganow diesen als „Verräter“ und „Zerstörer“, der mit „schweren politischen Fehlern“ die Auflösung der Sowjetunion verschuldet habe. Zum Geburtstag des Diktators Josef Stalin hingegen legte Sjuganow Blumen an der Nekropole der Kremlmauer nieder.
Sjuganow befürwortete die völkerrechtswidrige russische Annexion der Krim.
Im Februar 2016 sagte er, alles, was in der Russischen Föderation noch funktioniere, stamme aus Sowjetzeiten: der Öl- und Gas-Komplex und die Raumfahrt, militärische und industrielle Leistungen.
Sjuganow unterstützt den russischen Überfall auf die Ukraine 2022 und sprach sich für eine Generalmobilmachung aus. Er beschrieb den Konflikt als Krieg gegen Amerika, Europa und die NATO.

## Privatleben und Herkunft

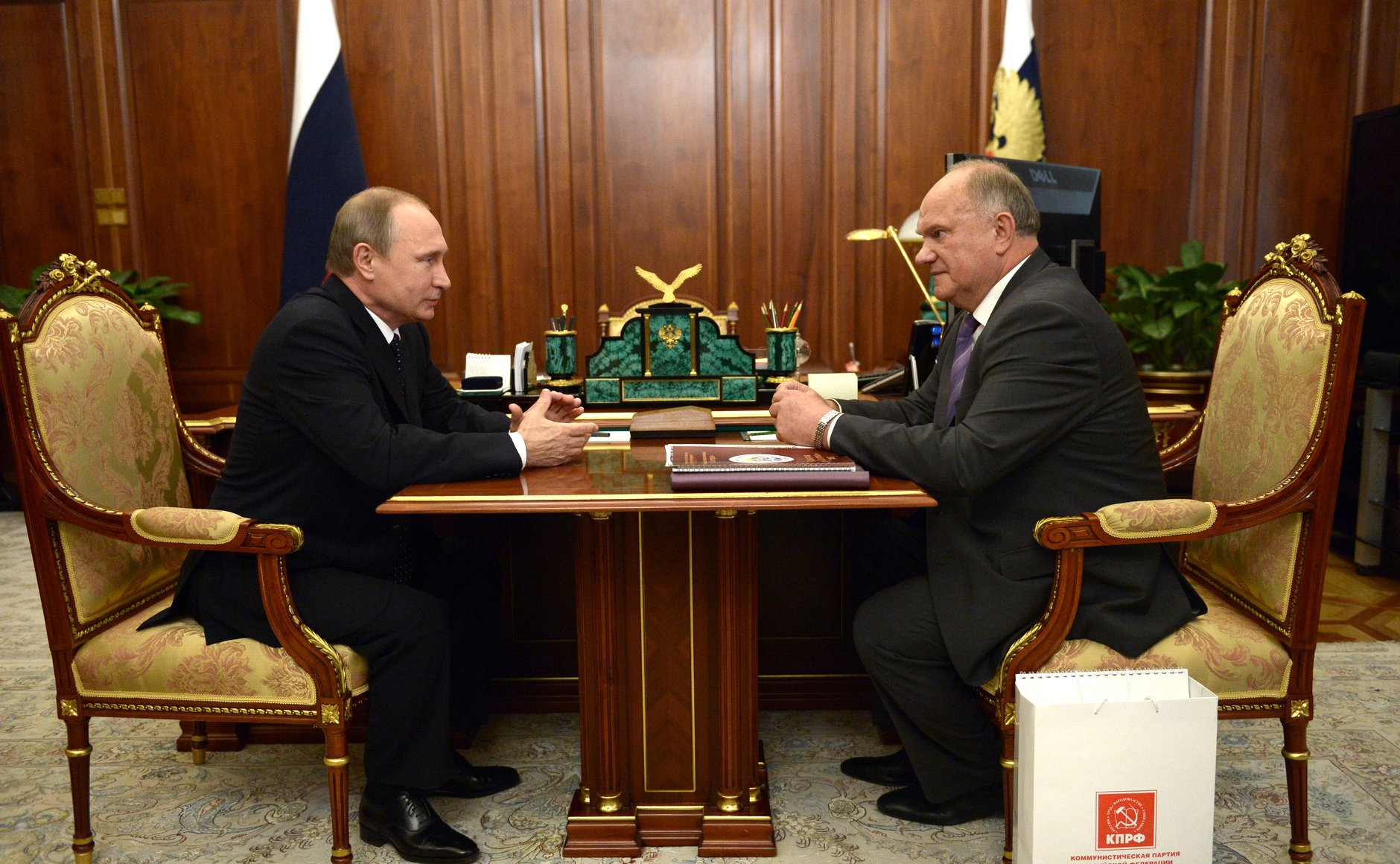
Gennadi Sjuganow im Gespräch mit Russlands Präsident Wladimir Putin (Juli 2015)

Der ethnische Russe Gennadi Sjuganow stammt aus einer Lehrerfamilie. Sein Vater Andrei Michailowitsch Sjuganow (1910–1990) war während des Zweiten Weltkrieges Artilleriekommandeur bei der Roten Armee. Nach dem Krieg wurde er Mittelschullehrer. Seine Mutter Marfa Petrowna (1915–2004) war Grundschullehrerin.
Gennadi Sjuganow ist seit 1967 mit Nadeschda Iwanowna Sjuganowa (geborene Amelitschewa) verheiratet. Aus der Ehe sind zwei Kinder hervorgegangen: Sohn Andrei Sjuganow (* 1968) und Tochter Tatjana Nikiforowa, geborene Sjuganowa (* 1974). Darüber hinaus hat Sjuganow eine Enkeltochter und sieben Enkelsöhne. Einer seiner Enkel, Leonid Andrejewitsch Sjuganow (* 1988), ist seit 2014 Abgeordneter der Moskauer Stadtduma für die KPRF.
In seiner Freizeit beschäftigt sich Sjuganow mit Volleyball, Billard und Blumenzucht.
Ungeachtet seiner kommunistischen Einstellung ist Gennadi Sjuganow bekennender russisch-orthodoxer Christ. Am 12. September 2014 überreichte ihm Kyrill I. den kirchlichen Orden der Ehre und der Würde oder Slavy i Česti (III).
Am 4. Juni 2012 erlitt er während eines Urlaubs in Kislowodsk einen Herzinfarkt, welchen er überlebte.

## Veröffentlichungen
- Genadi Sjuganow: Globalisierung. Sackgasse oder Ausweg? Neue Impulse Verlag, Essen 2001. ISBN 3-910080-28-6.